# Carsten Bäcker

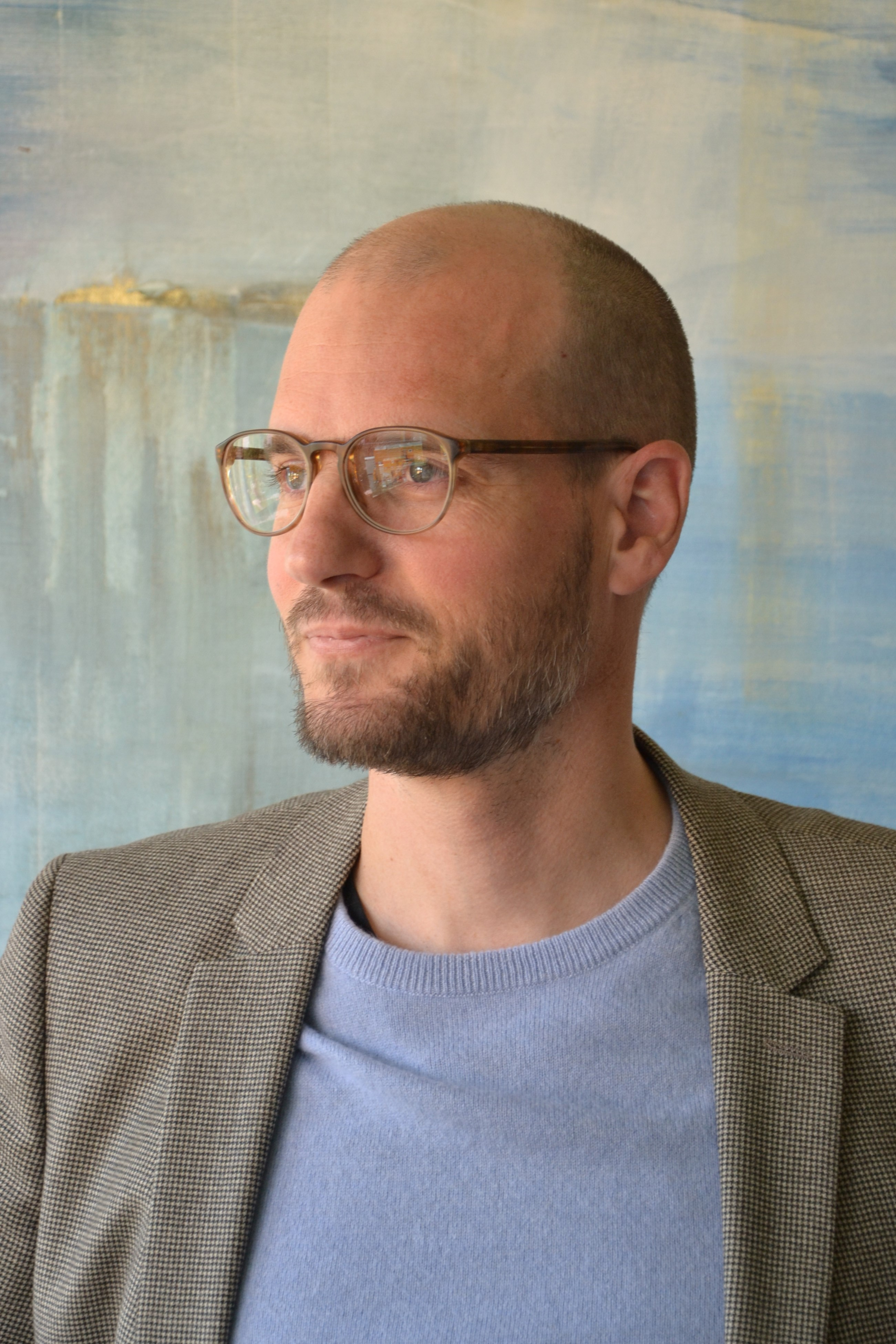
Carsten Bäcker

Carsten Bäcker (* 18. Januar 1979 in Kiel) ist ein deutscher Rechtswissenschaftler und Hochschullehrer an der Universität Bayreuth.

## Leben
Carsten Bäcker wurde im Jahr 1979 in Kiel geboren. Nach dem Abitur in Preetz (Holstein) 1998 trat er sein Studium der Rechtswissenschaft an der Christian Albrechts-Universität zu Kiel (CAU) an. Nach dem Ersten Juristischen Staatsexamen im Januar 2003 blieb er als wissenschaftlicher Mitarbeiter zur Promotion an der CAU. Im Jahr 2003 trat er dem Jungen Forum Rechtsphilosophie (JFR) bei und wurde zu dessen Sprecher gewählt. 2006 beendete er seine Dissertation zur Diskurstheorie des Rechts und begann mit dem Referendariat am OLG Schleswig. Nach einer Wahlstation am BVerfG schloss er das Referendariat mit dem Zweiten Juristischen Staatsexamen im September 2008 in Hamburg ab. Anschließend kehrte er als wissenschaftlicher Mitarbeiter von Robert Alexy zur Habilitation an die CAU zurück. Seit 2010 ist Carsten Bäcker, zunächst als Repräsentant des JFR, Mitglied im Vorstand der Deutschen Sektion der internationalen Vereinigung für Rechts- und Sozialphilosophie (IVR). Im Frühjahr 2015 erfolgte die Habilitation durch die CAU auf der Grundlage einer Arbeit zum Rechtsstaatsprinzip. Es wurde ihm die Lehrbefugnis für das Öffentliche Recht und die Rechtsphilosophie verliehen. Es folgten Lehrstuhlvertretungen an den Universitäten in Mainz, Heidelberg, Bielefeld und Konstanz.
Seit 2018 ist Carsten Bäcker Inhaber des Lehrstuhls für Öffentliches Recht IV. Im Jahr 2023 initiierte er die Gründung der Forschungsstelle für fundamentale Rechte der Universität Bayreuth, als deren Direktor er fungiert. Zudem ist er Mitglied der Ethikkommission sowie der Präsidialkommission für Forschung und wissenschaftlichen Nachwuchs der Universität Bayreuth und lokale Ombudsperson für wissenschaftliche Integrität.
Carsten Bäcker ist verheiratet und Vater zweier Kinder. Seine Forschungsschwerpunkte liegen im Staatsrecht und in der Rechtstheorie. In der Lehre liegen seine Schwerpunkte im Staatsrecht, in den Grundlagen des Öffentlichen Rechts und in der Theorie der Menschenrechte.

## Publikationen (Auswahl)
Schriften von Carsten Bäcker sind in deutscher und englischer Sprache erschienen sowie in drei Sprachen übersetzt.
- Staat, Kirche und Wissenschaft. Theologische Fakultäten und das Neutralitätsgebot, in: Der Staat 48 (2009), S. 327–353
- Rules, Principles, and Defeasibility, in: M. Borowski (Hrsg.), On the Nature of Legal Principles, ARSP-Beiheft 119, Steiner, 2010, S. 79–91, ISBN 978-3-515-09608-9
- Begründen und Entscheiden. Kritik und Rekonstruktion der Alexyschen Diskurstheorie des Rechts, 2. Auflage, Baden-Baden 2012, ISBN 978-3-8329-6630-0
- Gerechtigkeit im Rechtsstaat. Das Bundesverfassungsgericht an der Grenze des Grundgesetzes, Tübingen 2015, ISBN 978-3-16-153916-9
- Begrenzte Abwägung. Das Menschenwürdeprinzip und die Unantastbarkeit, in: Der Staat 55 (2016), S. 433–460
- Begrenzter Wandel. Das Gewollte als strukturelle Grenze der Verfassungsinterpretation am Beispiel des Art. 6 I GG, in: AöR 143 (2018), S. 339–392
- Verfassungsanalogien. Das Bundesverfassungsgericht an der Grenze des Grundgesetzes, in: Der Staat 60 (2021), S. 7–41

## Mitgliedschaften und Funktionen
- 2003–2014: Sprecher des Jungen Forum Rechtsphilosophie (JFR) in der Internationalen Vereinigung für Rechts- und Sozialphilosophie e.V. (IVR)
- seit 2010: Ordentliches Mitglied im Vorstand der Deutschen Sektion der Internationalen Vereinigung für Rechts- und Sozialphilosophie e.V. (IVR)
- seit 2015: Mitglied in der Vereinigung der Deutschen Staatsrechtslehrer
- seit 2018: Lokale Ombudsperson für wissenschaftliche Integrität an der Universität Bayreuth
- seit 2018: Mitherausgeber der Reihe „Studien zu Rechtsphilosophie und Rechtstheorie“ im Nomos Verlag (gemeinsam mit Robert Alexy und Martin Borowski)
- seit 2019: Mitglied in der Ethikkommission der Universität Bayreuth
- seit 2020: Mitglied im Editorial Board der BayZW (Bayreuther Zeitschrift für Rechtswissenschaft)
- seit 2021: Mitglied der Präsidialkommission für Forschung und wissenschaftlichen Nachwuchs an der Universität Bayreuth
- seit 2023: Direktor der Forschungsstelle für fundamentale Rechte an der Universität Bayreuth